# Plestiodon septentrionalis
Espèce
Synonymes
- Eumeces septentrionalis (Baird, 1858)
- Eumeces obtusirostris Bocourt, 1879
- Eumeces septentrionalis obtusirostris Bocourt, 1879
- Plestiodon obtusirostris (Bocourt, 1879)
- Eumeces septentrionalis pallidus Smith & Slater, 1949
- Plestiodon obtusirostris pallidus (Smith & Slater, 1949)

Statut de conservation UICN

 LC  : Préoccupation mineure
Plestiodon septentrionalis est une espèce de sauriens de la famille des Scincidae.

## Répartition

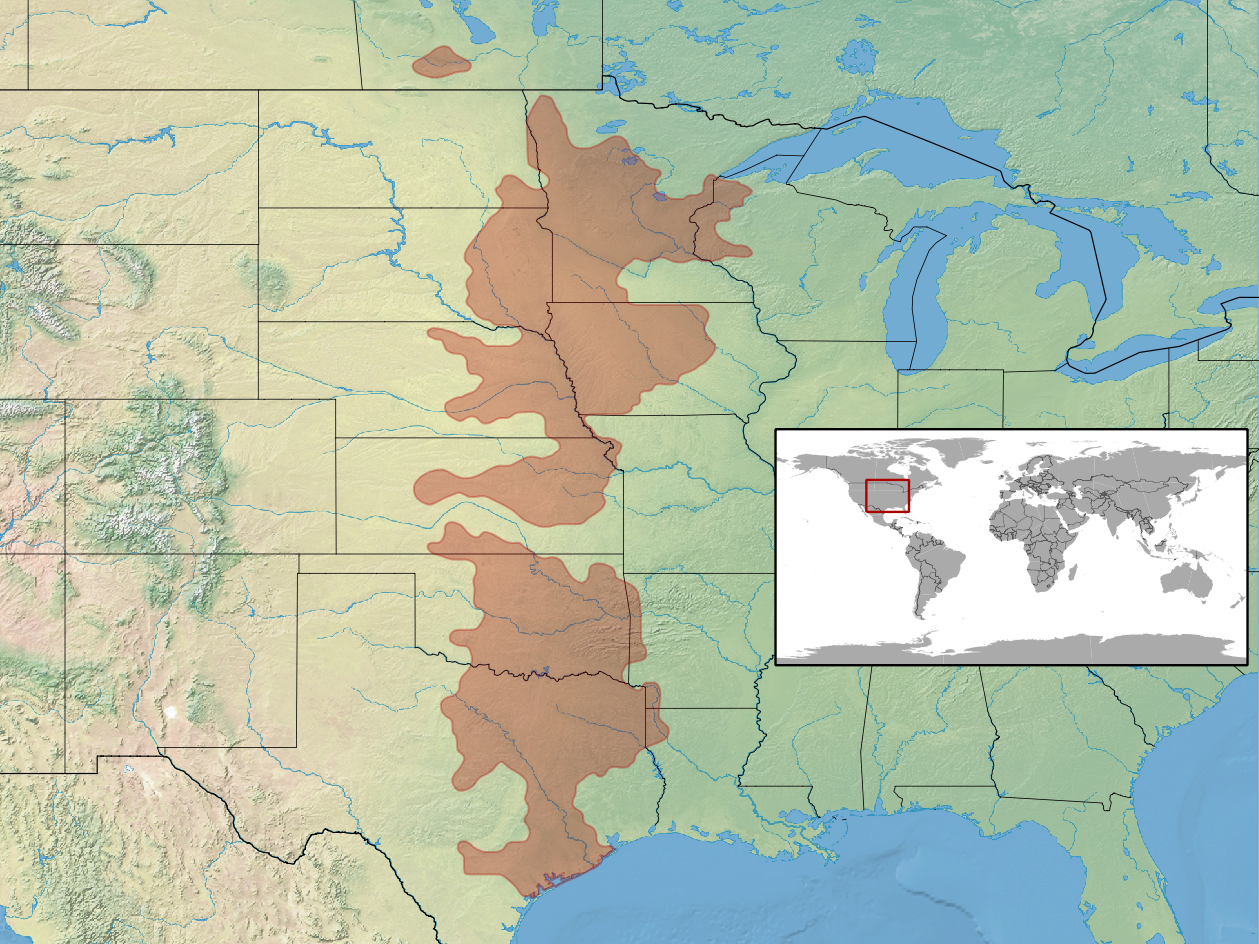
Distribution

Cette espèce se rencontre :
- aux États-Unis au Wisconsin, au Minnesota, en Iowa, dans le sud-est du Dakota du Nord, dans l'est du Dakota du Sud, dans l'Est du Nebraska, au Kansas, en Oklahoma, dans l'Est du Texas et en Arkansas ;
- au Canada dans le sud du Manitoba.

## Liste des sous-espèces
Selon The Reptile Database (12 avril 2013) :
- Plestiodon septentrionalis obtusirostris (Bocourt, 1879)
- Plestiodon septentrionalis pallidus (Smith & Slater, 1949)
- Plestiodon septentrionalis septentrionalis (Baird, 1858)

## Taxinomie
La sous-espèce Plestiodon septentrionalis obtusirostris est parfois considérée comme une espèce de plein rang avec Plestiodon septentrionalis pallidus comme une sous-espèce.

## Publications originales
- Baird, 1859 "1858" : Description of new genera and species of North American lizards in the museum of the Smithsonian Institution. Proceedings of the Academy of Natural Sciences of Philadelphia, vol. 10, p. 253-256 (texte intégral).
- Bocourt, 1879, in Duméril, Bocourt & Mocquard, 1870-1909 : Études sur les reptiles, p. 1-1012, in Recherches Zoologiques pour servir a l'Histoire de la Faune de l'Amérique Centrale et du Mexique. Mission Scientifique au Mexique et dans l'Amérique, Imprimerie Impériale, Paris.
- Smith & Slater, 1949 : The southern races of Eumeces septentrionalis (Baird). Transactions of the Kansas Academy of Science, vol. 52, no 4, p. 438-448.